# 朱聖保
朱聖保，元朝濠州钟离（今安徽省凤阳县东）人。是明朝开国皇帝朱元璋的侄子，南昌王朱兴隆長子，早逝，无子。洪武元年（1368年），明朝建立后，朱聖保被追封山阳王。